# Plexus hypogastricus inferior
Der Plexus hypogastricus inferior (lat. für „Unterbauchgeflecht“), in der Veterinäranatomie Plexus pelvinus (lat. für „Beckengeflecht“) genannt, ist ein Geflecht vegetativer Nervenfasern zur Versorgung der Eingeweide des Beckens. Der Plexus enthält sowohl sympathische als auch parasympathische Fasern und steht mit dem Plexus aorticus abdominalis und dem Plexus hypogastricus superior in Verbindung. Aus letzterem gelangen die sympathischen Fasern beidseits über den Nervus hypogastricus zum Plexus hypogastricus inferior. Die Umschaltung auf das zweite Neuron der sympathischen Fasern erfolgt nicht nur im Plexus hypogastricus inferior, sondern auch teilweise im Ganglion mesentericum inferius. Die parasympathischen Nervenfasern entstammen den zweiten bis vierten Sakralnerven und ziehen als Nervi splanchnici pelvici zum Plexus hypogastricus inferior.
Aus dem Plexus hypogastricus inferior gehen Nervenfasern ab, die mit den Blutgefäßen zu ihren Zielorganen ziehen und dort weitere Geflechte an den Beckeneingeweiden bilden. Im Einzelnen sind dies:
- die Plexus rectales medii und inferiores: Versorgung des Mastdarms
- der Plexus prostaticus: Versorgung der Prostata
- der Plexus deferentialis: Versorgung des Samenleiters
- der Plexus uterovaginalis: Versorgung von Gebärmutter und Vagina
- die Plexus vesicales: am Fundus der Harnblase
- die Plexus ureterici: Versorgung des Harnleiters